# Biserica Sfântul Ioan Botezătorul din Ocna Sibiului
Biserica Sfântul Ioan Botezătorul este un monument istoric aflat pe teritoriul orașului Ocna Sibiului.

## Istoric și trăsături
Biserica a fost ctitorită de obștea locală.
Din punct de vedere tipologic este o biserică-sală, cu turn-clopotniță peste pridvor.
Conform pisaniei pictate a bisericii, în anul 1761 a avut loc distrugerea lăcașului de cult ctitorit de Mihai Viteazul și Constantin Brâncoveanu, pe locul lui a fost ridicată actuala biserică.
În anul 1827 a fost realizată pictura murală interioară și cea exterioară (din care azi se mai păstrează doar fragmente).
În 1972 s-a încheiat repictarea bisericii, iar în 1974 catapeteasma de zid a fost dublată cu una de lemn.
Ocnițele din registrul superior al fațadei sunt profilate din tencuială și vin în continuarea celor de pe absida altarului, care sunt pictate. Arcaturile din registrul inferior ritmează fațadele și seamănă cu detaliile ancadramentelor de factură barocă ale ferestrelor.